# ルサカ州

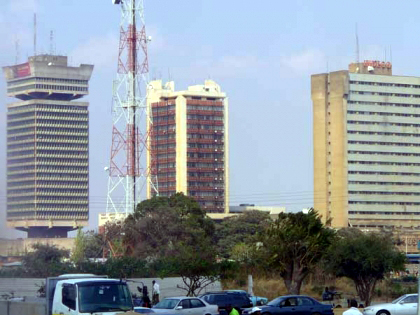
首都兼州都のルサカ

ルサカ州(ルサカしゅう、Lusaka Province)は、ザンビア中部の州。2016年の人口は288万8600人で最大だが、面積は2万1896km2で最小である。人口は全国の18.1%を占めるが、面積は2.9%に過ぎない。州都は首都ルサカ。

## 隣接州
- 北：中央州
- 北東：東部州
- 東：テテ州
- 南：西マショナランド州
- 西：西部州

## 人口
- 1980年8月25日：69万1054人
- 1990年8月20日：99万1226人
- 2000年10月20日：139万1329人
- 2010年10月16日：219万1225人
- 2016年7月1日：288万8600人[1]

## 主要都市
- ルサカ：233万200人(州都・首都)(2016年)
- カフエ（英語版）：7万2166人(2010年)
- チョングウェ（英語版）：1万2160人(2010年)

## 行政区画

ルサカ州の行政区画

以下の8地区から成る。
- カフエ地区（英語版）
- シブユンジ地区（英語版）
- チョングウェ地区（英語版）
- チランガ地区（英語版）
- チルンドゥ地区（英語版）
- ルサカ地区（英語版）
- ルフンサ地区（英語版）
- ルワングワ地区（英語版）

## 地理
ルンセンフワ川の谷の一部が低地ザンベジ国立公園になっている。北東部にルアングワ川が、南西にカフエ沼が有る。ザンベジ川支流のカフエ川が流れる。

## 文化
ソリ人はチョングウェ地区で7月にンコンバリャンガ祭を、9月にチャクウェラ祭が行われる。また、9月にチクンダ人がルアングワ地区でダンソ祭を行う。

## 交通
- ルサカ国際空港
- ルサカ市空港（英語版）

## 気候
| ルサカ州の気候         | ルサカ州の気候 | ルサカ州の気候 | ルサカ州の気候 | ルサカ州の気候 | ルサカ州の気候 | ルサカ州の気候 | ルサカ州の気候 | ルサカ州の気候 | ルサカ州の気候 | ルサカ州の気候 | ルサカ州の気候 | ルサカ州の気候 | ルサカ州の気候 |
| 月                     | 1月            | 2月            | 3月            | 4月            | 5月            | 6月            | 7月            | 8月            | 9月            | 10月           | 11月           | 12月           | 年             |
| ---------------------- | -------------- | -------------- | -------------- | -------------- | -------------- | -------------- | -------------- | -------------- | -------------- | -------------- | -------------- | -------------- | -------------- |
| 最高気温記録 °C （°F） | 26 (79)        | 25.9 (78.6)    | 28.7 (83.7)    | 25.8 (78.4)    | 24.2 (75.6)    | 22.6 (72.7)    | 22.5 (72.5)    | 25.1 (77.2)    | 28.7 (83.7)    | 30.3 (86.5)    | 29 (84)        | 26.3 (79.3)    | 30.3 (86.5)    |
| 平均最高気温 °C （°F） | 21.1 (70)      | 21 (70)        | 20.8 (69.4)    | 20.1 (68.2)    | 17.2 (63)      | 16.8 (62.2)    | 15.1 (59.2)    | 17 (63)        | 21.4 (70.5)    | 24.3 (75.7)    | 22.3 (72.1)    | 21.3 (70.3)    | 24.3 (75.7)    |
| 平均最低気温 °C （°F） | 17.1 (62.8)    | 16.9 (62.4)    | 16.2 (61.2)    | 15.8 (60.4)    | 12 (54)        | 11 (52)        | 9.2 (48.6)     | 11.3 (52.3)    | 14.4 (57.9)    | 19.2 (66.6)    | 17.6 (63.7)    | 17.3 (63.1)    | 9.2 (48.6)     |
| 降水量 mm （inch）     | 17 (0.67)      | 17 (0.67)      | 10 (0.39)      | 3 (0.12)       | 0 (0)          | 0 (0)          | 0 (0)          | 0 (0)          | 0 (0)          | 2 (0.08)       | 8 (0.31)       | 17 (0.67)      | 74 (2.91)      |
| 出典：                 |                |                |                |                |                |                |                |                |                |                |                |                |                |

## 2010年国勢調査
- 男女比=1：1.023(全国平均は1：1.028)[3]
- 識字率=83.0%(全国平均は70.2%)[4]
- 都市化率=84.65%
- 結婚中央年齢=22.1歳[5]
- 平均世帯規模=5.1人[6] The total eligible voters in the province was 57.10%.[7]
- 失業率=20.0%
- 合計特殊出生率=4.6人
- 完全出生率=5.2人
- 粗出生率=31.0人/1000人
- 総合出生率=114人/1000人
- 総再生産率=1.7人
- 純再生産率=1.3人[8]
- 労働人口率=50.6%(男性の65.5%、女性の36.3%が働いている)
- 年間労働力成長率=5.8%[9]
- ベンバ語話者が人口の17.6%を占め、最大である[10]
- アルビノ人口=3495人[11]
- 平均寿命=54歳(全国平均は51歳)[12]